# 최지현 (쇼트트랙 선수)
최지현(崔智賢, 1994년 3월 9일 ~ )은 대한민국의 쇼트트랙 스피드 스케이팅 선수이다.

## 경력
최씨는 2010년 타이베이시의 세계 주니어 선수권 대회에서 4개 종목 우승과 종합 순위를 차지했다. 세계 주니어 선수권 대회 여자 500m에서 한국인 최초로 금메달을 획득했다.